# 2013-as soroksári gyilkosság
A 2013-as soroksári gyilkosságot 2013. szeptember 25-én, Budapest XXIII. kerületében követték el. A bűncselekmény áldozata a 36 éves családanya, Kardosné Gyurik Krisztina volt, akit 2013. október 18-án helyeztek végső nyugalomra a Pesterzsébeti temetőben. Meggyilkolása ügyében 2022. június 22-én született jogerős ítélet.
Az eset visszatetszést váltott ki a társadalomból a rendőrségi eljárás hanyagsága miatt, amely kezdetben csak az áldozat férjére összpontosított, mielőtt kiderült, hogy fontos bizonyítékok felett siklottak el a nyomozók, amivel a tettest sokkal hamarabb kézre lehetett volna keríteni. Ráadásul a gyilkosságot elkövető Rakovec Szilveszter akkor már egy másik ügy miatt börtönben ült, és a letétbe helyezett személyes tárgyai között évekig ott volt elzárva az áldozat mobiltelefonja, rajta az áldozat DNS-nyomaival.

## Az események és a nyomozás
Kardosné Gyurik Krisztina Soroksáron élt a férjével, Kardos Lajossal és a fiukkal, Rolanddal. A 36 éves nő 2013. szeptember 25-én indult el közös otthonukból a szokásos futóedzésére. Miután nem ért haza időben és később is hiába várták, a férj, Kardos Lajos bejelentette felesége eltűnését. A rendőrök azonnal megkezdték a kutatást.
A holttestet még aznap, 2013. szeptember 25-én egy rendőrkutya találta meg a Szigetidűlő út melletti fás-bokros területen, nem messze a család soroksári otthonától. A kiskorú gyermeket nevelő családanyáról az orvosszakértői vélemény alapján a tettes eltávolította a sértett alsó ruházatát, megerőszakolta, majd – hogy ne szólhasson a rendőrségnek – egy 5 milliméter vastagságú kötéllel a kezeit hátrakötözte és megfojtotta a nőt. Ezutén magához vette a nő mobiltelefonját és a fülhallgatóját.
A nyomozást a Budapesti Rendőr-főkapitányság kezdte meg, majd azt a Nemzeti Nyomozó Iroda Kiemelt Ügyeket Felderítő Főosztálya vette át. A gyilkosságnak közel 5 éven át nem volt gyanúsítottja. A rendőrség ez idő alatt 391 tanút hallgatott ki és több, mint 1500 DNS-mintát vizsgált meg. Éveken át azt hitte a rendőrség, hogy ketten ölték meg az áldozatot, azonban a tettes azonosítása előtt egy évvel, 2017-ben kiderült, hogy az egyik DNS-minta, amely hanyagságból került a holttestre, egy olyan férfié, aki már a gyilkosság előtt elhunyt, a DNS-minta a szennyezett boncasztalról került át a nő testére az előzőleg boncolt holttestről. A rendőrségnek 2018. szeptember 7-én sikerült áttörést elérnie, amikor a másik DNS-minta vizsgálata egyezést mutatott egy börtönbüntetését töltő 40 éves, hajléktalan férfi, Rakovec Szilveszter DNS-mintájával. Rakovec Szilvesztert a gyilkosság idején már körözték, ugyanis nem kezdte meg a többrendbeli, dolog elleni erőszakkal elkövetett lopás miatt jogerősen kiszabott szabadságvesztésének letöltését. A büntetés-végrehajtási intézetben a letétjében megtalálták az áldozat mobiltelefonját, melyet öt évvel korábban nem vizsgáltak meg a gyilkossággal kapcsolatban.  Miután a férfi letöltötte a korábbi büntetését, a rendőrség 2018. december 5-én bűnügyi őrizetbe vette, majd a Budai Központi Kerületi Bíróság december 7-én előzetes letartóztatásba helyezte.

## A tárgyalás
A rendőrség 2019. június 14-én lezárta a nyomozást és javaslatára a Fővárosi Főügyészség július 3-án vádat emelt Rakovec Szilveszter ellen aljas indokból elkövetett emberölés, szexuális erőszak és kifosztás bűntettei miatt.
A tárgyalás 2019. október 7-én előkészítő üléssel kezdődött a Fővárosi Törvényszéken, az ügyészség a vádlottal szemben életfogytiglani szabadságvesztésre tett indítványt azzal, hogy ha beismeri a bűnösségét és lemond a tárgyaláshoz való jogáról, 30 év után lehessen feltételes szabadságra bocsátani. A vádlott, Rakovec Szilveszter azonban tagadta a gyilkosságot, vallomást nem tett, így tárgyalásra került sor. A következő tárgyalási nap 2020. január 15. volt, ekkor hallgatták meg tanúként többek között az áldozat édesanyját. A vádlott csak körülbelül két héttel a tárgyalás előtt, írásban tett vallomást, melyben kizárólag a kifosztást ismerte el, a gyilkosságot és az erőszakot tagadta. 
A Fővárosi Törvényszék 2021. október 15-én Rakovec Szilvesztert első fokon a váddal egyezően bűnösnek találta, és életfogytig tartó, fegyházban letöltendő szabadságvesztésre ítélte azzal, hogy legkorábban 35 év után helyezhető feltételesen szabadlábra. Az ügyész tényleges életfogytiglani szabadságvesztésért, a vádlott és védője, dr. Lichy József felmentésért, illetve enyhítésért fellebbezett, így az ügy másodfokon a Fővárosi Ítélőtáblára került.
A másodfokú tárgyaláson, 2022. február 9-én és június 16-án a Fővárosi Fellebbviteli Főügyészség tényleges életfogytiglani szabadságvesztés kiszabását kezdeményezte a védelmi fellebbezések egyidejű elutasítával.
A Fővárosi Ítélőtábla végül 2022. június 22-én jogerősen annyiban súlyosbította az elsőfokú bíróság által kiszabott életfogytiglani szabadságvesztést, hogy a feltételes szabadságra bocsátás legkorábbi időpontját 40 évben határozta meg. Rakovec Szilveszter az eljárás során nem tanúsított megbánást, a tárgyalásokon többször mosolyogva jelent meg és a jogerős ítélet kihirdetése után, miközben elvezették, beleröhögött az áldozat édesanyja szemébe és azt kérdezte tőle, hogy: "Mi van, fáj a kezed?"

## Hatása
A gyilkosság után gyertyagyújtással emlékeztek meg a Kardos-család házánál az áldozatra, illetve 2013. október 6-án emlékfutást tartottak. A Szigetdűlőn, ahol a bűncselekmény történt, mécseseket gyújtottak. Ugyanezen a napon Szentesen is emlékfutást tartottak az áldozat emlékére. Ahogy korábban a móri bankrablás, a Pénzes Henrietta-gyilkosság, az olaszliszkai lincselés, a Bándy Kata-gyilkosság és a Szita Bence-gyilkosság, úgy ez a bűncselekmény is felvetette a halálbüntetés visszaállításának kérdését. A Jobbik Magyarországért Mozgalom 2013. október 5-én fáklyás felvonulást tartott, és a halálbüntetés visszaállítását, a szexuális erőszaktevők kémiai kasztrálását, önálló XXIII. kerületi rendőrkapitányság és a Magyar Gárda létrehozását szorgalmazta.

## Egyéb
2014 karácsonyán ismeretlenek meggyalázták és kifosztották Kardosné Gyurik Krisztina sírját, elvitték az angyalkákat és egy mécsestartót.
Rakovec Szilveszter zárkatársa az előzetes letartóztatása során 2021 tavaszán, rövid ideig a 2017 májusában történt Dózsa György úti, két halálos áldozatot követelő baleset okozója, Molnár Richárd volt.
Később egy vajdasági magyar bérgyilkos, Dér Csaba került Rakovec zárkájába, annak ellenére, hogy mindketten ellenezték ezt, illetve Rakovec Szilveszter védőügyvédje, dr. Lichy József is többször jelezte, hogy védence élete, testi épsége veszélyben van. 2021 májusában Dér Csaba, aki saját bevallása szerint gyűlöli a gyerek- és nőgyilkosokat (ami miatt már korábban is megverte egy zárkatársát), megverte a soroksári gyilkossággal vádolt férfit, ami miatt végül elkülönítették egymástól a két fogvatartottat.